# Comuna de Janowiec Kościelny
Janowiec Kościelny (polaco: Gmina Janowiec Kościelny) é uma gminy (comuna) na Polónia, na voivodia de Vármia-Masúria e no condado de Nidzicki. A sede do condado é a cidade de Janowiec Kościelny.
De acordo com os censos de 2004, a comuna tem 3490 habitantes, com uma densidade 25,6 hab/km².

## Área
Estende-se por uma área de 136,25 km², incluindo:
- área agricola: 73%
- área florestal: 15%

## Demografia
Dados de 30 de Junho 2004:
|                      | Total   | Total | Mulheres | Mulheres | Homens  | Homens |
| -------------------- | ------- | ----- | -------- | -------- | ------- | ------ |
|                      | pessoas | %     | pessoas  | %        | pessoas | %      |
| População            | 3490    | 100   | 1684     | 48,3     | 1806    | 51,7   |
| Densidade (pop./km²) | 25,6    | 100   | 12,4     | 12,4     | 13,3    | 13,3   |

De acordo com dados de 2002, o rendimento médio per capita ascendia a 1417,04 zł.

## Subdivisões
- Bielawy, Bukowiec Wielki, Górowo-Trząski, Janowiec Kościelny, Jabłonowo-Dyby, Janowiec-Leśniki, Jastrząbki, Krusze, Miecznikowo-Cygany, Miecznikowo-Gołębie, Miecznikowo-Kołaki, Młode Połcie, Napierki, Nowa Wieś Dmochy, Nowa Wieś Wielka, Piotrkowo, Pokrzywnica Wielka, Powierz, Safronka, Smolany-Żardawy, Stare Połcie, Szczepkowo-Borowe, Szczepkowo-Iwany, Szczepkowo-Pawełki, Szczepkowo-Zalesie, Waśniewo-Grabowo, Waśniewo-Gwoździe, Zabłocie Kanigowskie, Zaborowo.

## Comunas vizinhas
- Dzierzgowo, Iłowo-Osada, Janowo, Kozłowo, Nidzica, Wieczfnia Kościelna